# Thyrosticta vestigii
Thyrosticta vestigii är en fjärilsart som beskrevs av Griveaud 1964. Thyrosticta vestigii ingår i släktet Thyrosticta och familjen björnspinnare. Inga underarter finns listade i Catalogue of Life.